# Beenz.com
beenz.com — бывший сайт виртуальной валюты beenz, созданной одноимённой компанией для увеличения продаж путём поощрения пользователей. Покупатели могли зарабатывать виртуальные монеты, проявляя активность (англ. e-work) в интернет-магазинах и находя коды на упаковках товаров, и использовать их для оплаты услуг и товаров на всех партнёрских площадках. Ретейлеры скупали валюту у компании по цене в ₤0.01, и продавали её обратно за ₤0.005. Клиенты же получали beenz бесплатно, и во избежание нарушений законодательства в области создания собственной валюты и незаконной банковской деятельности, простым пользователям было запрещено обменивать и скупать монеты. Обмен средств на настоящие деньги был доступен юзерам в рамках beenz rewardzcard — партнёрской кампании с Mondex от Mastercard.
Компания была основана в 1998 году в Лондоне. На 6 июля 1999 года число корпоративных клиентов составляло 192 интернет-компании. Система проработала до 2001 года — её закрытие вызвал кризис доткомов. Ключевой конкурент компании, Flooz.com, тоже оказался закрыт в этот год. Офисы beenz.com работали в Соединённых Штатах, Швеции, Франции, Германии, Италии, Японии, Сингапуре, Австралии и Китае и шести других странах. Число сотрудников достигало 250 человек. За всё время работы компания получила почти 100 млн долларов от венчурных инвесторов. Представители beenz.com позиционировали проект как новую виртуальную валюту и использовали методы агрессивного маркетинга, включая расклеивание рекламных стикеров на банкоматы и общественные туалеты, подкладывание рекламных визитных карточек в карманы прохожим. Владимир Попов и Евгений Романенко в книге «Web 3.0: токенизация, или Завтрашний мир сегодня» связывают закрытие beenz.com с неправильной стратегией или провальной начальной идеей.
19 октября 2012 года на встрече SMAU состоялась повторная презентация сервиса. Компания перешла к концепции программы поощрений, а не виртуальной валюты, которой придерживалась ранее, и сфокусировалась только на итальянском рынке. Открытие пришлось на июнь 2013 года. По состоянию на 25 октября 2013 года пользователи успели получить 9 561 671 beenz. В обмен на баллы клиенты могли получать не только товары, но и услуги, включая страховку Direct Line. В дальнейшем[когда?] сервис прекратил работу.